# أوستين ويليس
أوستين ويليس هو مقدم تلفزيوني وممثل كندي، ولد في 1917 في كندا، وتوفي بنفس المكان في 4 أبريل 2004.

## أعمال

### أفلام
- (1964) إصبع الذهب[4][5]

## وصلات خارجية
- أوستين ويليس على موقع IMDb (الإنجليزية)
- أوستين ويليس على موقع قاعدة بيانات برودواي على الإنترنت (الإنجليزية)
- أوستين ويليس على موقع إن إن دي بي (الإنجليزية)
- أوستين ويليس على موقع قاعدة بيانات الفيلم (الإنجليزية)